# Єдиність
У  математиці та  логіці, фраза «є один і тільки один», використовується, щоб вказати, що існує тільки один об'єкт з зазначеною властивістю. У  математичній логіці, такий різновид квантору відомий як квантор унікальності або квантор єдиності.
Єдиність часто позначається символами «∃!» або ∃=1". Наприклад, формальне твердження
{\displaystyle \exists !n\in \mathbb {N} \,(n-2=4)}
можна читати, як «є тільки одне натуральне число  n , таке, що n — 2 = 4».

## Доказ єдиності
Найбільш поширений метод доведення єдиності існування, наступний: спершу довести існування суб'єкта з потрібною властивістю; далі припускають, що існують два об'єкти (скажімо,  A  і  B ) з такою властивістю, потім логічно виводиться їх рівність, тобто  a = b.
Наведемо простий приклад з середньої школи. Щоб показати x + 2 = 5 має рівно одне рішення, спочатку покажемо, що існує принаймні одне рішення, а саме: 3; доказ цієї частини відбувається обчисленням
{\displaystyle 3+2=5.\,}
Тепер припустимо, що існують два рішення, а саме a і b, які задовольняють рівняння x + 2 = 5. Таким чином
{\displaystyle a+2=5\quad {\text{ та }}\quad b+2=5.\,}
За транзитивності рівності,
{\displaystyle a+2=b+2.\,}
Скорочуємо на 2:
{\displaystyle a=b.\,}
Цей простий приклад показує, як доводиться єдиність. Кінцевим результатом є рівність двох величин, що задовольняють умові.
Як існування, так і єдиність повинні бути доведені, щоб зробити висновок, що існує рівно одне рішення.
Альтернативний спосіб довести унікальність полягає в доказі існування значення {\displaystyle a} ,що задовольняють умові, а потім довести, що для всіх {\displaystyle x}, умова {\displaystyle x} означає {\displaystyle x=a}.

## Зведення до звичайних кванторів існування та загальності
Єдність може бути виражено в термінах кванторів існування та загальності логіки першого порядку, визначивши формулу
∃!x P(x) яка буквально означає,
{\displaystyle \exists x\,(P(x)\,\wedge \neg \exists y\,(P(y)\wedge y\neq x))}
яка є такою ж, як
{\displaystyle \exists x\,(P(x)\wedge \forall y\,(P(y)\to y=x)).}
Еквівалентне визначення, що має силу відокремлювати поняття існування і єдиності у два пункти, за рахунок стислості
{\displaystyle \exists x\,P(x)\wedge \forall y\,\forall z\,((P(y)\wedge P(z))\to y=z).}
Інше, більш лаконічне еквівалентне визначення
{\displaystyle \exists x\,\forall y\,(P(y)\leftrightarrow y=x).}

## Узагальнення
Одним з узагальнень єдиності є злічений квантор. Він включає в себе обидва квантори виду «існує рівно k об'єктів таких, що …», а також «існує нескінченно багато об'єктів таких, що …» і «існує лише скінченне число об'єктів таких, що …». Перша з цих форм виражається за допомогою звичайних кванторів, але останні два не можуть бути виражені у звичайній логіці першого порядку.
Єдиність залежить від поняття відношення рівності. Якщо ослабити його до якогось грубішого відношення еквівалентності, дає кількісну оцінку єдиності з точністю до тієї еквівалентності (в рамках цієї структури, регулярна унікальність є «унікальність до рівності»). Наприклад, багато понять у теорії категорій визначаються як єдині з точністю до ізоморфізму.